# Их-мянганы
Их-мянга́ны, их-минга́ны (монг. Их мянган) — южно-монгольский этнос ойратского происхождения, проживающий на территории провинции Хэйлунцзян КНР. Потомки средневековых мянганов (мянгатов) — племени, образованного вначале как военная единица во времена Чингисхана.

## Этноним
В переводе с монгольского языка их мянган переводится как главная (основная, большая) тысяча.

## История
Их-мянганы являются одним из аристократических родов, из которого вышли хойтские князья и аристократы. В монгольском источнике «Шара туджи» отмечается, что родоначальником хойтов был потомок Явган (Йовгон) Мэргэн. По вопросу о происхождения Явган Мэргэна, древнего предка хойтской аристократии существует несколько мнений: одни говорят, что Явган Мэргэн был мифическим богатырем, жившим за три поколения до Чингисхана; другие считают, что он — Тамерлан; третьи указывают на то, что древние предки хойтских князей происходят из рода Дува-Сохора, сыновья которого основали племя дурбэн. Есть предположение, что Явган — Уйландай Будан или Бу-хан, который является предком рода цорос. Согласно Аюудайн Очиру, Явган Мэргэн — это Худуха-бэки нойон, который правил ойратскими племенами в конце XII — начале XIII вв. Согласно Рашид ад-Дину Худуха-бэки происходил из племени дурбэн. «Сокровенное сказание монголов» гласит, что тот имел двух сыновей по имени Иналчи, Төрөлчи. В «Молитве на большом жертвоприношении Чингисхану» сказано:
«С дядей (по материнской линии) — Великим ханом,
Сутай хатун — матерью,
Явган Мэргэн — отцом,
С неспешным умом,
Имеющий нескончаемые запасы провизии
Төрөлчи-тайши
Правил четырьмя народами, укротившими всех».
Төрөлчи-тайши был старшим сыном ойратского Худуха-бэки. Из «Молитвы» следует, Явган Мэргэн был отцом Төрөлчи-тайши. Худуха-бэки назывался Явган Мэргэном, потому что являлся жрецом или шаманом. Шаманов, не совершающих жертвоприношения, а исполняющих простые обряды, такие как поднесение (кропление) архи (молочной водкой) в знак почитания духов, монголы называли явган бөө. Возможно, что он был именно одним из них, вследствие чего обрел имя Явган Мэргэн. Ойратский Худуха-бэки и его сыновья Иналчи и Төрөлчи были близки к Чингисхану и его преемникам и имели большое влияние. Поэтому в «Молитве» упоминается имя Төрөлчи-тайши и его заслуги.
Начиная с XIII и вплоть до XX столетия представители рода Худуха-бэки правили своими подданными. Так, князья и тайджи двух хошунов Сайн Заяатовского сейма Кобдоского края, одного хошуна Бидэръяа-нурского сейма, что находится в устье р. Заг (Дзасагтухановский аймак) и одного хошуна в Кукуноре были потомками ойратского Худуха-бэки. В «Родословной истории князей» говорится, что предок людей четырех хошунов — Худуха-бэки, имевший род их мянган. Появление рода связано с существованием тысячной системы. В начале XIII века исключительно из ойратских племён были укомплектованы четыре мингана (тысячи) во главе с Худуха-бэки нойоном. Среди них была одна тысяча, которая непосредственно подчинялась и управлялась самим Худуха-бэки и его потомками. И этот минган, согласно Аюудайн Очиру, назывался их (главным). Слово их означает главный, основной, большой. Такое наименование схоже с названиями хошунов цинского периода, которые управлялись халхаскими ханами, поэтому назывались главными. В условиях авторитета и влияния Худуха-бэки и его преемников в XIII веке наименование управляемого ими главного мингана воспринималось как родовое название князей и правителей. В истории есть немало случаев, когда лиц, управляющих каким-либо племенем, аймаком или административной единицей, со временем стали именовать служебными названиями, что со временем становилось самоназванием рода. Роды, возникшие таким путем, называются пожалованными родами. Так, в конце XIX века владетельный князь Содномдорж из хошуна Уйзэн дзасака Дзасагтухановсого аймака писал: «мой род хиюд (кият), а пожалованный мне род — олхонут». Сам Содномдорж был прямым потомком рода борджигид Чингисхана, однако население его хошуна в основном состояло из олхонутов, из-за чего его называли нойоном олхонутов или просто олхонут Содномдорж. Потому он писал, что «возвеличивший меня род — олхонут».
Немногочисленное население монголов хошуна Их-мянган еще в середине XVIII века было переселено из района Кобдо в пределы империи Цин, в провинцию Хэйлунцзян. В литературе они известны еще как и маннай-ольт (олот, элют). О них писалось: «Население хошуна принадлежит к западной ветви монгол, называемых китайцами ольтами, олотами, элютами, а русскими калмыками. Ольты распадаются на несколько племен, ольты населяющие этот хошун, принадлежат к племени хойтов, к поколению Йехе-Минган». При этом стоит отметить, что олёты (ольты) — название всех ойратских племен в китайских источниках.

## Язык
Фонетическая и морфологическая структура их-мянганского подговора за два с лишним века развития в другой среде несколько изменилась. Можно утверждать, что она сейчас ближе всего стоит к строю говора типа арухорчин-бааринского восточного диалекта. Что касается лексики то заметна следующая особенность: с одной стороны, сохраняются некоторые черты, общие с ойратскими говорами Синьцзян-Уйгурского автономного района, а с другой — общие с языком монголов Внутренней Монголии.

## Расселение
Их-мянганы составляют один хошун и территориально входят в район Фухай (富海镇) уезда Фуюй (富裕) городского округа Цицикар провинции Хэйлунцзян КНР. Общая численность населения — 400 человек на 1985 год. 
Также в настоящее время род их мянган зарегистрирован в сомонах Шарга, Жаргалан Гоби-Алтайского аймака, г. Улангоме, сомонах Түргэн, Тариалан Убсунурского аймака Монголии. 
Носители родовой фамилии Их Мянган проживают практически во всех аймаках Монголии. Их общая численность составляет 3,3 тыс. человек. 